# Лимнантовые
Лимнантовые (лат. Limnanthaceae) — семейство цветковых растений, в системе APG III (2009) включённое в порядок Капустоцветные (Brassicales). Включает два рода и 8 видов.

## Название
Название семейства «Limnanthaceae» образовано от названия типового рода — Limnanthes. Это название, в свою очередь образовано от др.-греч. λίμνη — «болото» и άνθη — «цветок». Роберт Броун выбрал это название для лимнантеса по обычному месту произрастания этих растений.

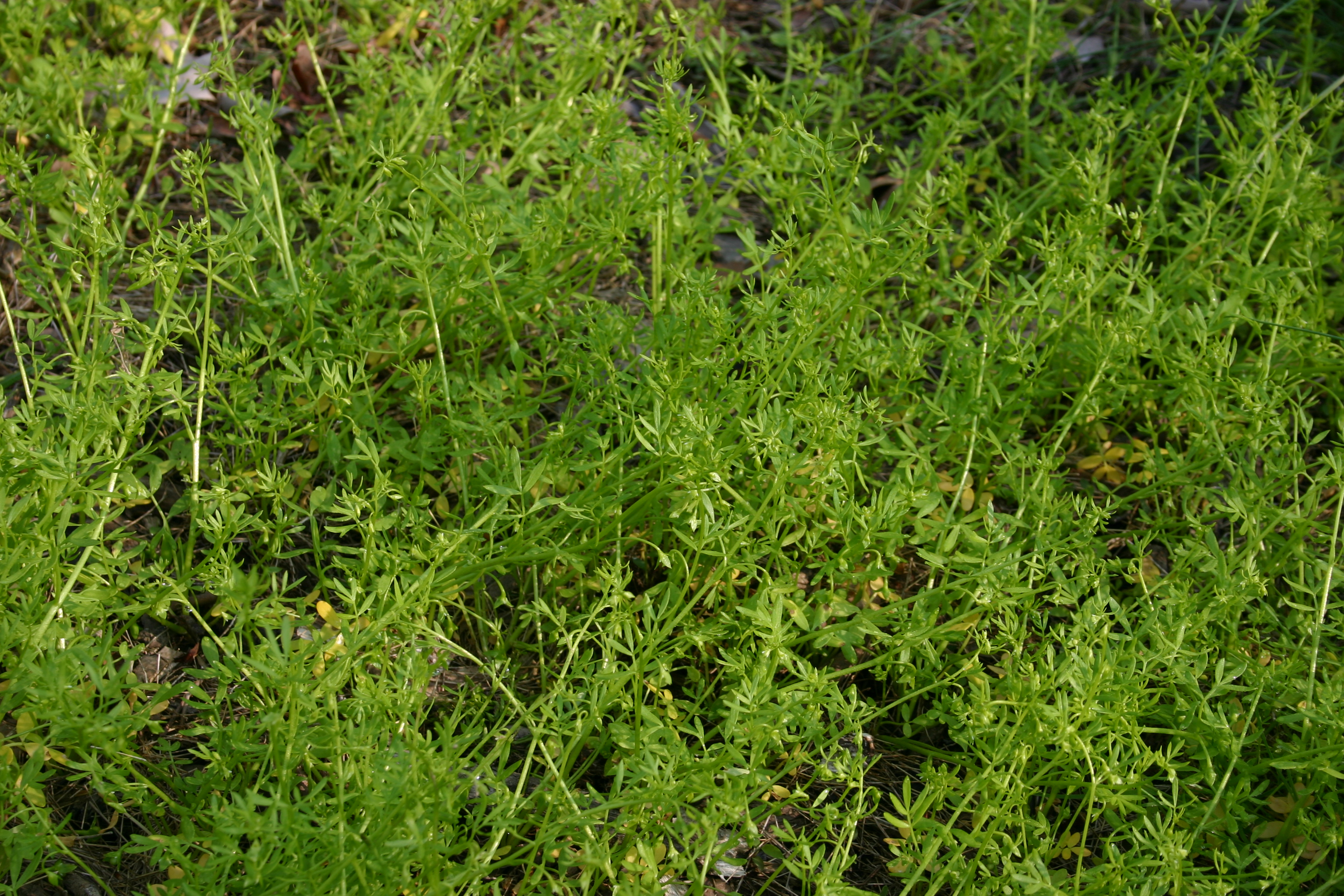
Floerkea

## Ареал
Семейство Лимнантовые эндемично для Северной Америки. Наибольшее разнообразие видов отмечено в Калифорнии.

## Таксономия
|  |                                      |  |                   |                   |                        |  | ещё 47 порядков двудольных цветковых растений (по Системе APG III) |                 |                       |          |
|  |                                      |  |                   |                   |                        |  |                                                                    |                 |                       | два рода |
|  |                                      |  |                   | класс Двудольные  |                        |  |                                                                    |                 | семейство Лимнантовые |          |
|  |                                      |  |                   | класс Двудольные  |                        |  |                                                                    |                 | семейство Лимнантовые |          |
|  | отдел Цветковые, или Покрытосеменные |  |                   |                   | порядок Капустоцветные |  |                                                                    |                 |                       |          |
|  | отдел Цветковые, или Покрытосеменные |  |                   |                   |                        |  |                                                                    |                 |                       |          |
|  |                                      |  | класс Однодольные | класс Однодольные |                        |  |                                                                    | ещё 16 семейств | ещё 16 семейств       |          |
|  |                                      |  |                   | класс Однодольные |                        |  |                                                                    |                 | ещё 16 семейств       |          |

Семейство Лимнантовые в системах APG II и APG III включено в порядок Капустоцветные. В более ранних системах классификации оно обычно включалось в порядок Гераниецветные, однако такая классификация не была подтверждена филогенетическими исследованиями.

### Представители
В семейство Лимнантовые включено два рода — Floerkea и Limnanthes. Floerkea включает один вид Floerkea proserpinacoides, распространённый на юге Канады и почти по всем США, за исключением самых южных штатов. Род Limnanthes распроатранён на западе Северной Америки. В него включены 7 видов, объединённые в две секции — Limnanthes и Inflexae.
- Floerkea Willd., 1801
- Limnanthes R.Br., 1833, nom. cons.